# Igreja de Santo André no Quirinal
A Igreja de Santo André no Quirinal (em italiano, Sant'Andrea al Quirinale) é uma igreja titular em Roma, Itália, construída para o seminário jesuíta no Monte Quirinal e dedicada a Santo André.
A igreja é um ímportante exemplo da arquitetura barroca romana e foi projetada por Gian Lorenzo Bernini e Giovanni de'Rossi. Bernini recebeu a encomenda em 1658 e a igreja já estava pronta em 1661, embora a decoração no interior só tenha sido finalizada em 1670. No local ficava antes uma igreja do século XVI, Santo André em Montecavallo. Encomendada pelo cardeal Camillo Francesco Maria Pamphili com a aprovação do papa Alexandre VII, Santo André foi a terceira igreja jesuíta construída em Roma, depois de Il Gesù e Sant'Ignazio, e sua função era servir ao seminário jesuíta fundado em 1566. Bernini considerava esta igreja uma de suas obras mais perfeitas e seu filho, Domenico, lembrou, anos depois, que Bernini passava horas sentado dentro dela apreciando sua realização.
O cardeal-presbítero do título de Santo André no Quirinal é o brasileiro Odilo Scherer, arcebispo de São Paulo.

## Exterior
A fachada principal da igreja está de frente para a Via del Quirinale (antiga Via Pia, assim como San Carlo alle Quattro Fontane, de Borromini, mas adiante. Ao contrário desta, porém, Santo André está recuada em relação a rua e o espaço fora da igreja está cercado por uma baixa mureta quadrangular. A cúpula está assentada sobre um cilindro ovóide e grandes volutas transferem o impulso lateral. A fachada é uma moldura edicular com frontão no meio da qual está um pórtico semicircular com duas colunas jônicas marcando a entrada principal. Sobre o entablamento do pórtico está o brasão do cardeal Pamphili.

## Interior

Planta da igreja. Legenda: (1) Entrada, (2) Capela de São Francisco Xavier, (3) Capela da Paixão, (4) Capela de Santo Estanislau Kostka, (5) Capela de Santo Inácio de Loyola, (6) Altar-mor, (7) Entrada para o seminário.

A entrada principal está localizada no eixo menor da igreja e diretamente em frente ao altar-mor. A forma ovóide do espaço para a congregação da igreja é definida pela parede, pilastras e o entablamento, que emolduram as capelas laterais, e pela cúpula dourada acima. Grandes colunas duplas sustentando um frontão curvo separam o espaço recuado do altar-mor do espaço da congregação.
Em contraste com as capelas escuras, o nicho do altar-mor é bem iluminado por uma fonte de luz escondida e é o principal foco visual da parte inferior do interior. Por isso, a congregação efetivamente "testemunha" a narrativa teatral de Santo André, que começa no altar-mor e culmina na cúpula. Sobre o altar-mor está uma pintura a óleo, "Martírio de Santo André" (1668), do pintor francês Guillaume Courtois, que mostra o apóstolo amarrado nas traves diagonais da cruz utilizada em seu martírio. André aparece novamente como se estivesse irrompendo do frontão curvo da moldura edicular do altar-mor, desta vez numa escultura em mármore branco de Antonio Raggi. Ele aparece numa nuvem e, com seus braços estendidos e com o olhar voltado para o alto, indica que está à caminho do céu, representado pela cúpula dourada, com cabeças de querubins em estuque posicionadas à volta da abertura da lanterna e a abóbada da lanterna decorada com a pomba do Espírito Santo. Esta dramática narrativa visual é sustentada não apenas verticalmente através da forma espacial da igreja, mas também por diferentes técnicas artísticas. Bernini combinou pintura, escultura e arquitetura para criar visualmente a ideia da apoteose de Santo André em seu "teatro espiritual". Ele utilizou uma síntese similar de técnicas artísticas no "Êxtase de Santa Teresa", na Capela Cornaro de Santa Maria della Vittoria.

### Capelas
A Capela de São Francisco Xavier, a primeira à direita, abriga três telas de Baciccio: o batismo, a pregação e a morte de São Francisco, todas de 1705. No teto, Filippo Bracci pintou a "Glória de São Francisco Xavier". Na Capela da Paixão, conhecida também como Capela da Flagelação, estão três cenas da Paixão de Jesus Cristo de Giacinto Brandi: uma "Deposição", uma "Flagelação e uma "Estrada para o Calvário" (1682). À esquerda do altar-mor, a Capela de Santo Estanislau Kostka abriga o santuário do santo, uma urna em bronze e lápis-lazúli feita em 1716. A pintura sobre o monumento funerário, "Madona com o Menino e Santo Estanislau", é de Carlo Maratta (1687) e o afresco no teto, "Glória dos Santos", de Giovanni Odazzi. A última capela, dedicada a Santo Inácio de Loyola, fundador da Companhia de Jesus, abriga uma "Madona com o Menino e Santos" e "Adoração dos Magos e Pastores", de Ludovico Mazzanti, com o teto, "Glória dos Anjos", de Giuseppe Chiari.
Entre a Capela de Santo Estanislau e o altar-mor está uma capela lateral com um grande crucifixo. Ela abriga o túmulo do rei Carlos Emanuel IV da Sardenha e Piemonte, que abdicou em 1815 para se juntar à Companhia de Jesus. Ele viveu como noviço jesuíta no seminário anexo à igreja até sua morte em 1819. Também está sepultado na igreja Emmanuel Théodose de La Tour d'Auvergne, conhecido como "cardeal de Bouillon".

## Salas de Santo Estanislau Kostka no seminário jesuíta
Os aposentos de Santo Estanislau Kostka foram reconstruídas perto da igreja. A escultura em mármore multicolorido, de Pierre Legros (1702–3), representa o santo à beira da morte e o frade Andrea Pozzo pintou cenas de sua vida. A tela na cabeceira da escultura de Legros foi pintada por Tommaso Minardi em 1825 e esconde afrescos mais antigos, já deteriorados.

## Galeria

Imagens da igreja
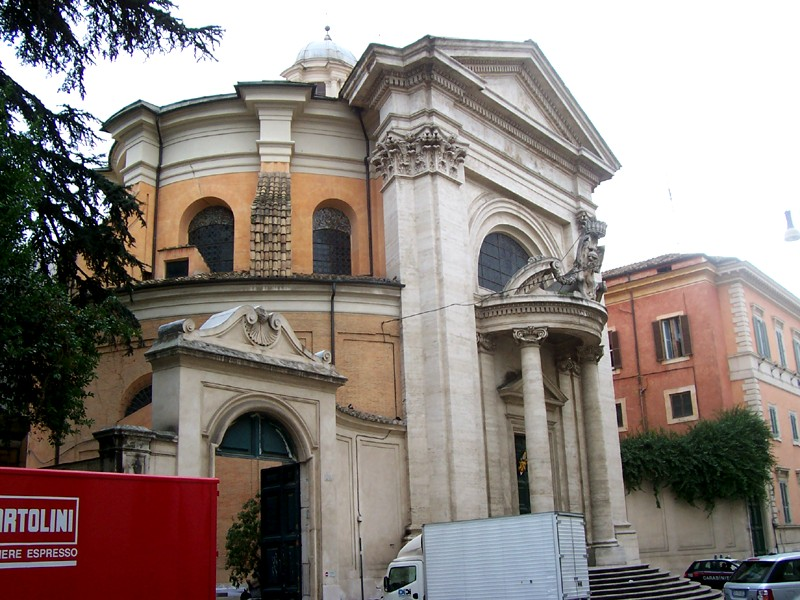
Vista lateral.
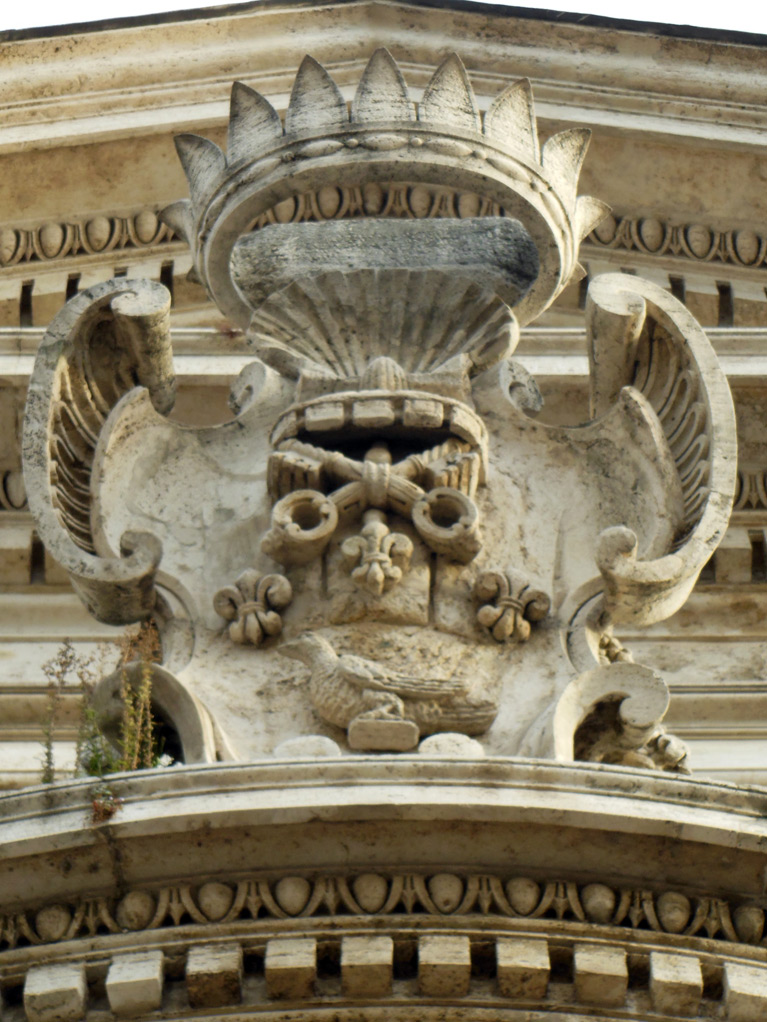
Detalhe da fachada.
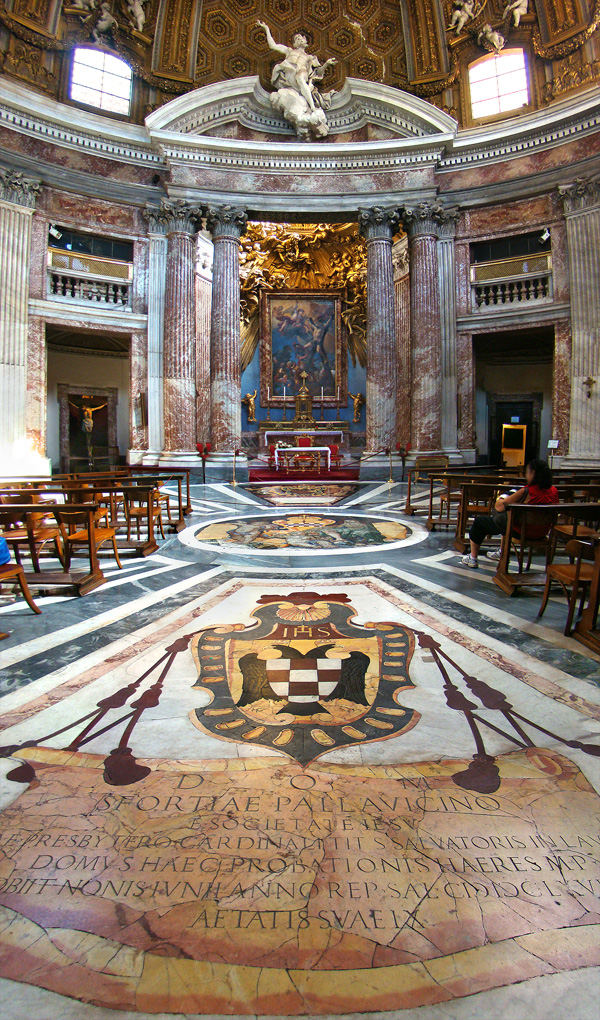
Vista do interior.
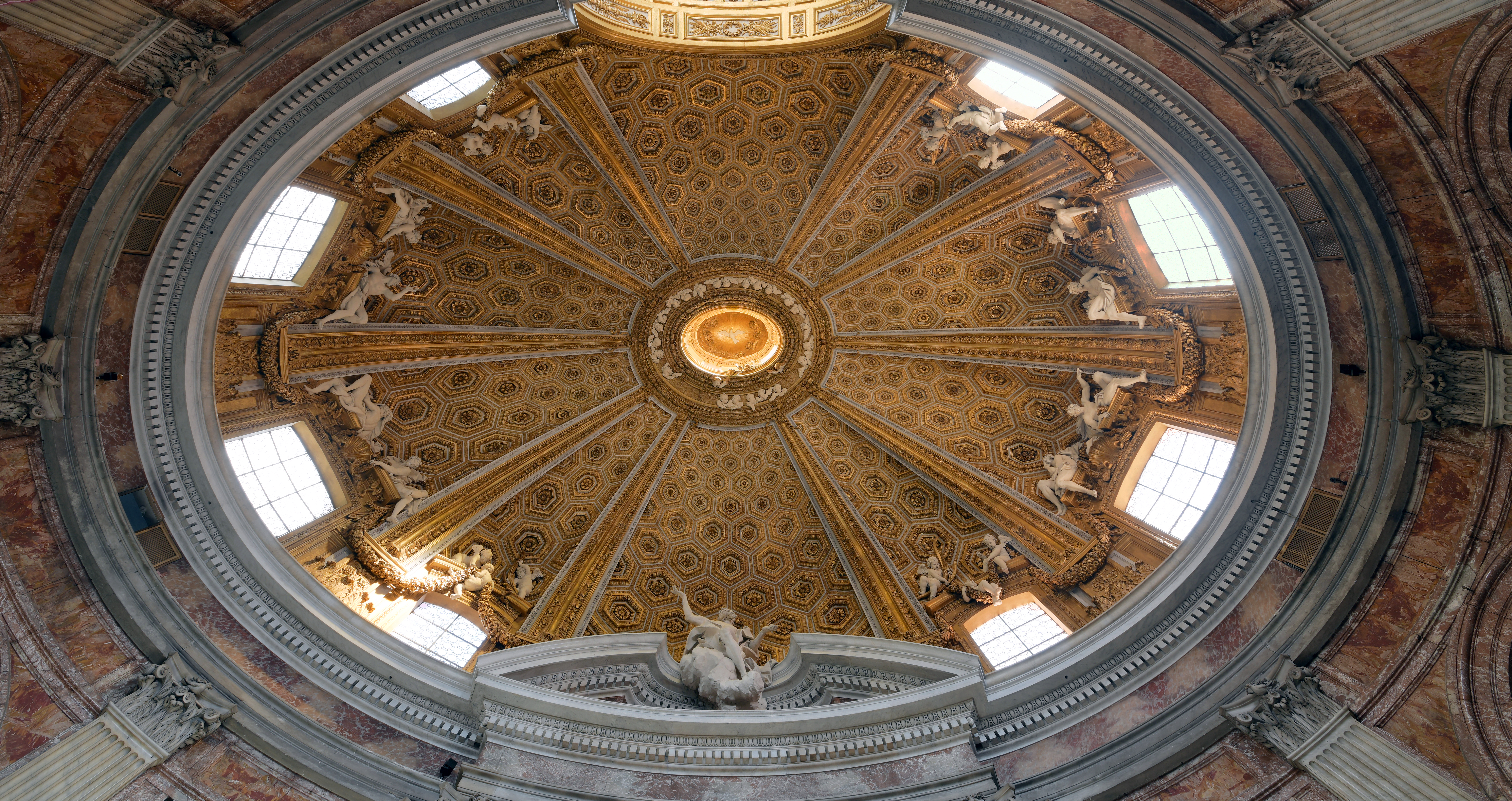
Interior da cúpula.
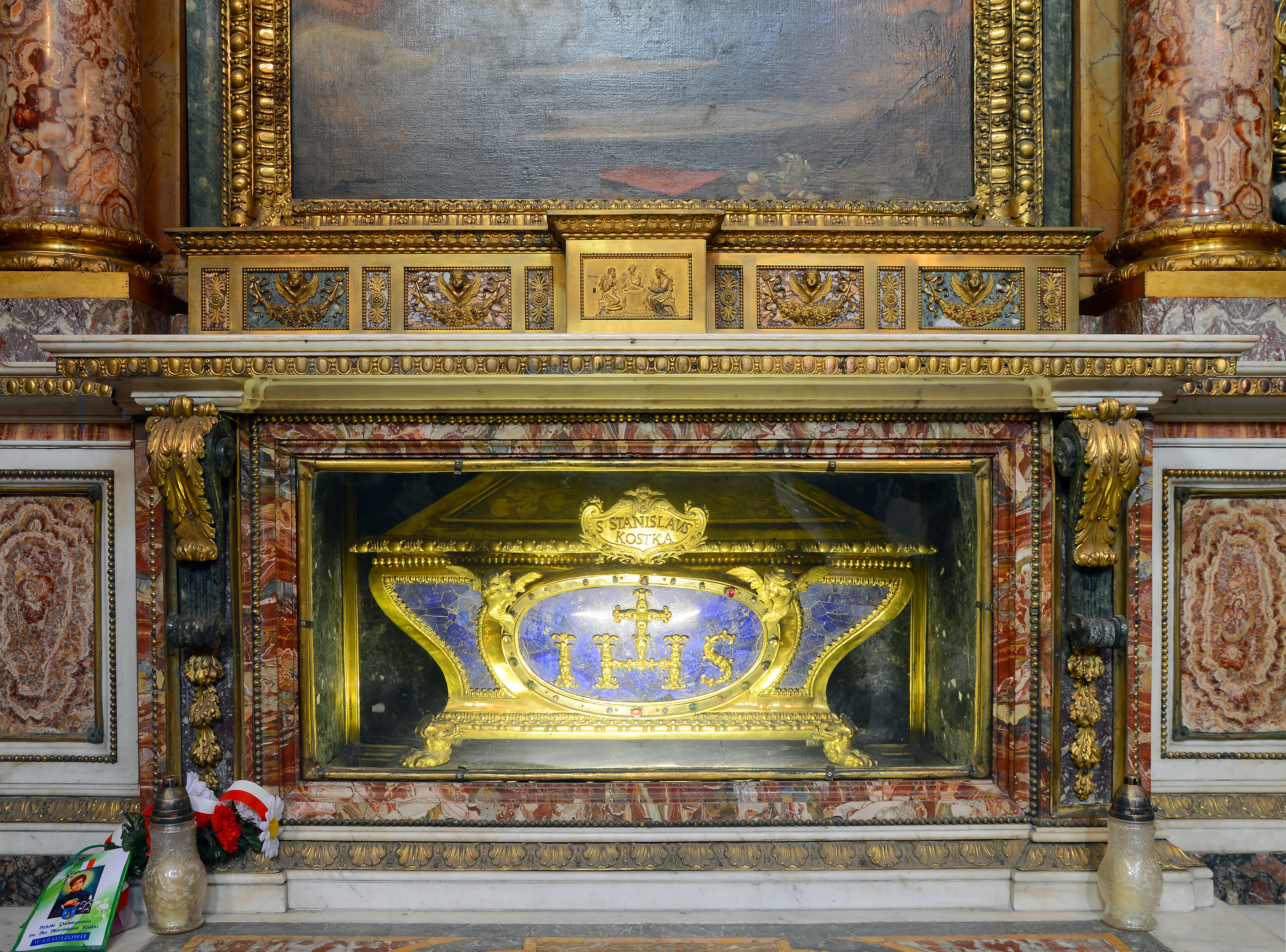
Túmulo de Santo Estanislau Kostka.